# 박민혜
박민혜(1982년 9월 18일 ~ )는 대한민국의 가수로 빅 마마의 멤버이다.

## 학력
- 동덕여자대학교 실용음악 학사
- 동덕여자대학교 공연예술대학원 실용음악 석사

## 생애
빅 마마의 막내로 힘 있고 고유적인 인상을 느꼈다. 3~4집때 그녀가 보인 모습과 1집 시절에 그녀가 보인 모습을 보면 체중조절 결과를 보면 알 수 있다. 현재는 2021년 동서울대학교 실용음악학과 교수를 역임 중이다.

## 음반

### 개인
- 2011년 Diva (Digital Single)
- 2014년 You&ME

### OST
- 2011년 최고의 사랑 Part.6 - 눈물나게 사랑해

## 출연 작품
- MBC 《미스터리 음악쇼 복면가왕》 - 가왕 가왕 가왕 내 가왕이야~ 소리꾼 (가왕)
- TV조선 《화요일은 밤이 좋아》